# Александър Пузиревски
Александър Казимирович Пузиревски (на руски: Александр Казимирович Пузыревский) е руски офицер, генерал от пехотата. Участник в Руско-турската война (1877 – 1878). Военен кореспондент. Военен историк, професор и писател.

## Биография и творчество
Александър Пузиревски е роден през 1845 г. в Русия в семейството на потомствен дворянин. Ориентира се към военното поприще. Завършва 1-ви Кадетски корпус в Санкт Петербург и Николаевската академия на Генералния щаб на Руската армия (1873).
Участва в Руско-турската война (1877 – 1878). Началник на щаб на авангарда на отряд с командир генерал-лейтенант Йосиф Гурко. Едновременно е военен кореспондент на в-к „Руский инвалид“. Изпраща множество кореспонденции от театъра на военните действия с общо заглавие „Письма с театра войны“.
След войната е професор по военно изкуство в Николаевската военна академия. Началник на щаба на Варшавския военен окръг (1890). Преподавател по „История на военното изкуство“ и „Кавалерийски устави“ на престолонаследника Николай Романов. Повишене във военно звание генерал от пехотата.
Автор на 13 военноисторически съчинения и множество публикации в периодичния печат. Сред тях са:
- „Воспоминания офицера генерального штаба о войне 1877 – 1878 гг. в Европейской Турции“, Санкт-Петербург, 1879
- „Зимний переход через Балканы отряда генерал-адъютанта Гурко“, Санкт-Петербург, 1881
- „Десять лет назад. Война 1877 – 1878 гг.“, Санкт-Петербург, 1887